# Vincent Euvrard
Vincent Euvrard (Veurne, 12 maart 1982) is een Belgisch voetbalcoach en voormalig voetballer. Hij speelde als middenvelder of verdediger voor onder meer KRC Genk, Cercle Brugge en STVV. Hij is de broer van gewezen voetballer Yannick.

## Spelerscarrière
Euvrard sloot zich op zesjarige leeftijd aan bij voetbalclub KVV Oostduinkerke en maakte als tiener de overstap naar de jeugd van toenmalig eersteklasser Cercle Brugge. In het seizoen 2000/01 maakte hij onder coach Dennis van Wijk zijn officiële debuut voor Cercle, dat inmiddels naar de Tweede klasse was gezakt. In het seizoen 2001/02 werd hij een vaste waarde bij de West-Vlaamse club, waardoor hij kon rekenen op de interesse van onder meer RSC Anderlecht en KRC Genk.
Euvrard, die als verdedigende middenvelder of centrale verdediger kon ingeschakeld worden, tekende in 2002 een contract voor vier seizoenen bij toenmalig landskampioen Genk. Bij de Limburgse club kwam hij onder coach Sef Vergoossen amper aan spelen toe. In 2003 werd hij uitgeleend aan het naburige Heusden-Zolder, dat net naar de hoogste afdeling was gepromoveerd.
In 2004 legde Euvrard tests af bij ADO Den Haag. Hij tekende uiteindelijk een contract voor een jaar bij FC Den Bosch. Hij kwam tien keer in actie in de Eredivisie. In de zomer van 2005 keerde hij terug naar België, waar hij zich aansloot bij tweedeklasser KVSK United. Met de Limburgse club bereikte hij twee keer de eindronde om promotie.
Na drie seizoenen maakte Euvrard de overstap naar reeksgenoot STVV. Hij groeide er uit tot een vaste waarde en steeg in zijn eerste seizoen meteen naar de hoogste afdeling met de club. In het seizoen 2009/10 kwalificeerde hij zich met de promovendus voor Play-off I. In 2012 degradeerde de club opnieuw naar de Tweede klasse. Omwille van een blessure zette Euvrard een jaar later een punt achter zijn spelerscarrière.

## Statistieken
| Seizoen | Club             | Land               | Competitie    | Competitie | Competitie | Beker | Beker | Supercup | Supercup | Europees | Europees | Totaal | Totaal |
| Seizoen | Club             | Land               | Competitie    | Wed.       | Dlp.       | Wed.  | Dlp.  | Wed.     | Dlp.     | Wed.     | Dlp.     | Wed.   | Dlp.   |
| ------- | ---------------- | ------------------ | ------------- | ---------- | ---------- | ----- | ----- | -------- | -------- | -------- | -------- | ------ | ------ |
| 2000/01 | Cercle Brugge    | Vlag van België    | Tweede klasse | 5          | 1          | 0     | 0     | —        | —        | —        | —        | 5      | 1      |
| 2001/02 | Cercle Brugge    | Vlag van België    | Tweede klasse | 34         | 2          | 1     | 0     | —        | —        | —        | —        | 35     | 2      |
| 2002/03 | KRC Genk         | Vlag van België    | Eerste klasse | 3          | 0          | 0     | 0     | 1        | 0        | 0        | 0        | 4      | 0      |
| 2003/04 | → Heusden-Zolder | Vlag van België    | Eerste klasse | 24         | 1          | 3     | 0     | —        | —        | —        | —        | 27     | 1      |
| 2004/05 | FC Den Bosch     | Vlag van Nederland | Eredivisie    | 10         | 0          | 2     | 0     | —        | —        | —        | —        | 12     | 0      |
| 2005/06 | KVSK United      | Vlag van België    | Tweede klasse | 24         | 0          | 3     | 0     | —        | —        | —        | —        | 27     | 0      |
| 2006/07 | KVSK United      | Vlag van België    | Tweede klasse | 26         | 0          | 2     | 0     | —        | —        | —        | —        | 28     | 0      |
| 2007/08 | KVSK United      | Vlag van België    | Tweede klasse | 34         | 1          | 3     | 0     | —        | —        | —        | —        | 37     | 1      |
| 2008/09 | Sint-Truiden VV  | Vlag van België    | Tweede klasse | 34         | 2          | 2     | 0     | —        | —        | —        | —        | 36     | 2      |
| 2009/10 | Sint-Truiden VV  | Vlag van België    | Eerste klasse | 38         | 3          | 3     | 0     | —        | —        | —        | —        | 41     | 3      |
| 2010/11 | Sint-Truiden VV  | Vlag van België    | Eerste klasse | 35         | 2          | 1     | 0     | —        | —        | —        | —        | 36     | 2      |
| 2011/12 | Sint-Truiden VV  | Vlag van België    | Eerste klasse | 32         | 1          | 2     | 0     | —        | —        | —        | —        | 34     | 1      |
| 2012/13 | Sint-Truiden VV  | Vlag van België    | Tweede klasse | 4          | 0          | 3     | 0     | —        | —        | —        | —        | 7      | 0      |
| TOTAAL  | TOTAAL           | TOTAAL             | TOTAAL        | 303        | 13         | 23    | 0     | 1        | 0        | 0        | 0        | 327    | 13     |

## Trainerscarrière

### Lagere reeksen
Na zijn spelerscarrière bleef Euvrard in Limburg actief. Hij ging als beloftecoach aan de slag bij derdeklasser KSK Hasselt. In 2014 werd hij gepromoveerd tot hoofdcoach. In november 2015 mocht hij van voorzitter Stijn Stijnen overstappen naar tweedeklasser Verbroedering Geel toen de club een nieuwe trainer zocht na het ontslag van Erik Franken. Onder zijn leiding eindigde Geel in het seizoen 2015/16 op de dertiende plaats. Omwille van de competitiehervorming zakte de club daardoor naar de Eerste klasse amateurs.

### Cercle Brugge
In mei 2016 volgde hij Fred Vanderbiest op als hoofdcoach van Cercle Brugge, dat in het laatste seizoen van de opgeheven Tweede klasse (en tevens het eerste seizoen na de degradatie van Cercle uit de Jupiler Pro League) vijfde op zeventien clubs was geëindigd. Na een teleurstellende reeks resultaten – twaalf punten uit dertien competitiewedstrijden – werd hij daar op 28 oktober 2016 aan de deur gezet.
In oktober 2017 keerde Euvrard terug naar Cercle als assistent van de nieuwe coach Frank Vercauteren. Samen sleepten ze de promotie naar Eerste klasse A in de wacht. Toen Vercauteren enkele weken later besloot op te stappen bij Cercle Brugge, volgde Euvrard zijn lot. 

### Al-Batin (assistent)
Later dat jaar werd Euvrard Vercauterens rechterhand bij het Saudische Al-Batin FC. Op 1 november 2018 werd Vercauteren ontslagen door Al-Batin, waardoor ook Euvrard, fysiektrainer Bart Caubergh en keeperstrainer Lieven De Veirman moesten vertrekken.

### OH Leuven
In februari 2019 stapten Euvrard en Vercauteren voor de derde keer samen in een avontuur: Euvrard werd hoofdcoach van OH Leuven, Frank Vercauteren volgde hem als mentor en technisch directeur. Bij OH Leuven zorgde Euvrard vrij snel voor een ommekeer: de Leuvenaars stonden bij zijn komst laatste in Eerste klasse B, maar na een 7 op 12 in het resterende deel van de reguliere competitie eindigde OH Leuven alsnog voorlaatste, waarna met een 13 op 18 in Play-off 3 moeiteloos aan de degradatie werd ontsnapt. In het seizoen 2019/20 ging OH Leuven op zijn elan door: na veertien speeldagen had de club het eerste periodekampioenschap gewonnen. In de tweede periode won OH Leuven slechts vijf van zijn veertien wedstrijden, maar desondanks mocht de club zich opmaken voor de promotiefinale tegen Beerschot VA. Op 8 maart 2020 verloor OH Leuven de heenwedstrijd van de promotiefinale met 1-0. Het zou uiteindelijk de laatste wedstrijd van Euvrard als OHL-coach zijn, want op 9 juni 2020 werd hij ontslagen. Op 31 juli 2020 werd beslist dat zowel OH Leuven als Beerschot naar Eerste klasse A zouden promoveren door de uitbreiding van de competitie van 16 naar 18 clubs.

### RWDM
Op 7 december 2020 werd Euvrard de nieuwe trainer van RWDM. De club, die bezig was aan zijn eerste seizoen in Eerste klasse B, stond op dat moment zesde op acht clubs, met negen punten meer dan hekkensluiter Club NXT. De Molenbekenaars, die toen nog over een van de laagste budgetten van de reeks beschikten, kwamen dat seizoen geen enkele keer in acuut degradatiegevaar, maar maakten ook nooit echt aanspraak op meer. RWDM eindigde in zijn eerste seizoen in Eerste klasse B uiteindelijk zesde met 22 punten meer dan hekkensluiter Club NXT.
In zijn eerste volledige seizoen als trainer van RWDM leidde Euvrard de Molenbekenaars naar een tweede plaats in de reguliere competitie. In de barragewedstrijden tegen RFC Seraing, dat voorlaatste was geëindigd in de Jupiler Pro League, ging RWDM met het kleinste verschil onderuit. In het seizoen 2022/23, toen slechts één club naar het hoogste niveau kon promoveren, werd RWDM na een spannende titelrace met SK Beveren kampioen.
Euvrard bereidde ook het seizoen 2023/24 voor met RWDM, maar op 24 juli 2023 – amper vijf dagen voor de seizoensopener tegen KRC Genk – werd de West-Vlaming ontslagen bij RWDM.

### Zulte Waregem
Op 5 september ontsloeg SV Zulte Waregem het duo Frederik D'hollander en Davy De fauw en stelde het trainer Vincent Euvrard aan als nieuwe hoofdcoach. Euvrard moest hierbij de hoge titelambities van de degradant en titelfavoriet Zulte Waregem waarmaken.